# La Magdalena, Tacámbaro
La Magdalena är en ort i Mexiko.   Den ligger i kommunen Tacámbaro och delstaten Michoacán de Ocampo, i den södra delen av landet, 250 km väster om huvudstaden Mexico City. La Magdalena ligger 1 569 meter över havet och antalet invånare är 376.
Terrängen runt La Magdalena är lite bergig. Runt La Magdalena är det ganska tätbefolkat, med 80 invånare per kvadratkilometer. Närmaste större samhälle är Tacámbaro de Codallos, 2,5 km nordost om La Magdalena. I omgivningarna runt La Magdalena växer huvudsakligen savannskog.